# Veronika Kettenbach
Veronika Kettenbach (* 10. Januar 1992 in München) ist eine deutsche Volleyballspielerin.

## Karriere
Veronika Kettenbach war Spielerin der zweiten Volleyball-Frauenmannschaft des SV Lohhof, die in der Saison 2008/2009 als Regionalligameister in die 2. Bundesliga aufstieg. Ihren ersten Einsatz in der 2. Bundesliga in der Anfangsformation des SV Lohhof II hatte die 1,73 m große Zuspielerin beim ersten Punktspiel der Saison 2009/2010 bei der 1:3-Niederlage beim VV Grimma. Das Eigengewächs des SVL kam im gleichen Jahr zu seinem ersten Einsatz in der höchsten Spielklasse gegen den deutschen Meister Schweriner SC, als die beiden Stammzuspielerinnen der Frauen 1 Malgorzata Göschl und Lucia Kaiser verletzungsbedingt ausfielen. Nachdem Göschl den SVL nach dem Abstieg in die zweite Liga verließ, wurde Veronika Kettenbach für die folgende Spielzeit in den Kader der ersten Mannschaft der Unterschleißheimerinnen berufen.

### Saison 2010/11
Die gebürtige Münchnerin gehörte in elf Begegnungen zur Startaufstellung des SV Lohhof. In den Heimspielen gegen Bad Soden (3:0), Dresden (3:0) und Biberach (3:2) sowie in Bad Soden (3:0) stand die Zuspielerin von Anfang bis zum Ende der Partien auf dem Spielfeld. Neun Mal wurde die Gymnasiastin eingewechselt. In vier Spielen kam sie nicht zum Einsatz. In der entscheidenden Begegnung um den ersten Tabellenplatz am letzten Spieltag der Saison wurde Kettenbach nach verlorenem ersten Satz beim Stande von 5:7 im zweiten Abschnitt eingewechselt. Die Unterschleißheimerinnen gewannen die folgenden drei Sätze und wurden mit diesem Erfolg Zweitligameister vor der DJK Augsburg-Hochzoll. Mit der A-Jugend des SVL gewann Veronika Kettenbach die deutsche Meisterschaft in Münster, nachdem die Mannschaft im Finale das Team des Gastgebers besiegt hatte.

### Seit 2011
Nach drei weiteren Jahren in der zweiten Bundesliga Süd beim SV Lohhof wechselte Kettenbach 2014 in die erste Bundesliga zum VT Aurubis Hamburg. Nach einer Spielzeit kehrte die gebürtige Münchenerin wieder in ihre bayerische Heimat zurück. Von 2015 bis 2019 spielte sie die Bälle ihren Angreiferinnen von AllgäuStrom Volleys Sonthofen zu und gewann mit einigen ehemaligen Lohhofer Kolleginnen 2017 zum zweiten Mal in ihrer Karriere den Titel in der zweithöchsten deutschen Spielklasse. Zwei Jahre später standen drei Kettenbachs auf dem Spielfeld in der südlichsten Stadt Deutschlands. Ihre jüngeren Schwestern Alexandra und Elisabeth waren ebenfalls aus dem Münchner Norden in den Landkreis Oberallgäu gewechselt. Während Lisi Kettenbach inzwischen in höheren Regionen um Punkte und Siege kämpft, bleiben ihre beiden älteren Schwestern dem TSV auch in der dritten Liga treu.